# Lingreville
Lingreville ist eine ehemalige französische Gemeinde mit 1.031 Einwohnern (Stand: 1. Januar 2022) im Département Manche in der Region Normandie. Sie gehörte zum Arrondissement Coutances, zum Gemeindeverband Coutances Mer et Bocage und zum Kanton Quettreville-sur-Sienne. Die Einwohner nennen sich Lingremais und Lingremaises.
Der Erlass vom 20. September 2022 legte mit Wirkung zum 1. Januar 2023 die Eingliederung von Lingreville als Commune déléguée zusammen mit der früheren Gemeinde Annoville zur neuen Commune nouvelle Tourneville-sur-Mer fest.

## Geografie
Umgeben wird Lingreville vom Ärmelkanal, den Nachbargemeinden und der Commune déléguée:
|            | Annoville (Commune déléguée)                | Quettreville-sur-Sienne |
| Ärmelkanal | Kompassrose, die auf Nachbargemeinden zeigt | Muneville-sur-Mer       |
|            | Bricqueville-sur-Mer                        |                         |

## Bevölkerungsentwicklung

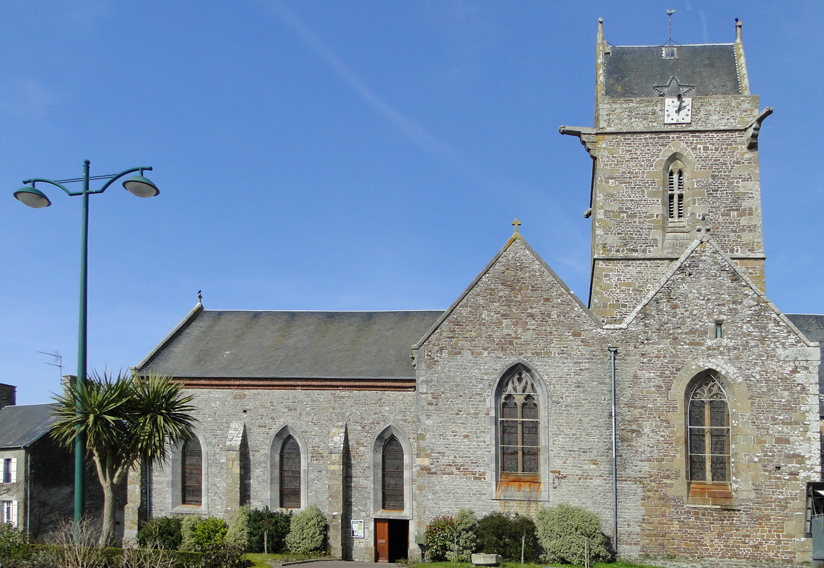
Kirche Saint-Martin

| Lingreville: Einwohnerzahlen von 1793 bis 2016                                                                             | Lingreville: Einwohnerzahlen von 1793 bis 2016 | Lingreville: Einwohnerzahlen von 1793 bis 2016 | Lingreville: Einwohnerzahlen von 1793 bis 2016 | Lingreville: Einwohnerzahlen von 1793 bis 2016 |
| --- | ---------------------------------------------- | ---------------------------------------------- | ---------------------------------------------- | ---------------------------------------------- |
| Jahr |                                                |                                                |                                                | Einwohner                                      |
| 1793 | 1793                                           |                                                | 1.627                                          | 1.627                                          |
| 1800 | 1800                                           |                                                | 1.686                                          | 1.686                                          |
| 1806 | 1806                                           |                                                | 1.666                                          | 1.666                                          |
| 1821 | 1821                                           |                                                | 1.680                                          | 1.680                                          |
| 1831 | 1831                                           |                                                | 1.623                                          | 1.623                                          |
| 1836 | 1836                                           |                                                | 1.633                                          | 1.633                                          |
| 1841 | 1841                                           |                                                | 1.600                                          | 1.600                                          |
| 1846 | 1846                                           |                                                | 1.523                                          | 1.523                                          |
| 1851 | 1851                                           |                                                | 1.494                                          | 1.494                                          |
| 1856 | 1856                                           |                                                | 1.533                                          | 1.533                                          |
| 1861 | 1861                                           |                                                | 1.537                                          | 1.537                                          |
| 1866 | 1866                                           |                                                | 1.550                                          | 1.550                                          |
| 1872 | 1872                                           |                                                | 1.496                                          | 1.496                                          |
| 1876 | 1876                                           |                                                | 1.464                                          | 1.464                                          |
| 1881 | 1881                                           |                                                | 1.419                                          | 1.419                                          |
| 1886 | 1886                                           |                                                | 1.391                                          | 1.391                                          |
| 1891 | 1891                                           |                                                | 1.364                                          | 1.364                                          |
| 1896 | 1896                                           |                                                | 1.357                                          | 1.357                                          |
| 1901 | 1901                                           |                                                | 1.276                                          | 1.276                                          |
| 1906 | 1906                                           |                                                | 1.241                                          | 1.241                                          |
| 1911 | 1911                                           |                                                | 1.201                                          | 1.201                                          |
| 1921 | 1921                                           |                                                | 1.070                                          | 1.070                                          |
| 1926 | 1926                                           |                                                | 1.036                                          | 1.036                                          |
| 1931 | 1931                                           |                                                | 991                                            | 991                                            |
| 1936 | 1936                                           |                                                | 1.020                                          | 1.020                                          |
| 1946 | 1946                                           |                                                | 910                                            | 910                                            |
| 1954 | 1954                                           |                                                | 932                                            | 932                                            |
| 1962 | 1962                                           |                                                | 957                                            | 957                                            |
| 1968 | 1968                                           |                                                | 954                                            | 954                                            |
| 1975 | 1975                                           |                                                | 940                                            | 940                                            |
| 1982 | 1982                                           |                                                | 903                                            | 903                                            |
| 1990 | 1990                                           |                                                | 913                                            | 913                                            |
| 1999 | 1999                                           |                                                | 920                                            | 920                                            |
| 2006 | 2006                                           |                                                | 949                                            | 949                                            |
| 2011 | 2011                                           |                                                | 922                                            | 922                                            |
| 2016 | 2016                                           |                                                | 1.001                                          | 1.001                                          |
| Quelle(n): EHESS/Cassini bis 1999, INSEE ab 2006 Anmerkung(en): Ab 1962 offizielle Zahlen ohne Einwohner mit Zweitwohnsitz |                                                |                                                |                                                |                                                |

## Sehenswürdigkeiten
- Kirche Saint-Martin aus dem 13. Jahrhundert mit denkmalgeschützten Statuen aus dem 13. bis 16. Jahrhundert im Inneren